# Rokiciny Podhalańskie
Rokiciny Podhalańskie est une localité polonaise de la gmina de Raba Wyżna et du powiat de Nowy Targ en voïvodie de Petite-Pologne.